# Ганновер, Адольф
Адольф Ганновер (дат. Adolph Hannover; 24 ноября 1814, Копенгаген — 7 июля 1894, Торбек) — датский врач, анатом и физиолог. В 1843 году впервые осуществил окончательное микроскопическое описание раковой клетки. Считается первым датским микроскопистом.
Его книга «Микроскоп» (дат. Mikroskopet, 1847) была переведена на многие языки, а трактат об опухолях кожи Om Epithelioma (1852) завоевал широкую известность. Все свои тщательные исследования Ганновер проводил, работая обычным врачом. Несмотря на то, что он был самым известным датским учёным-медиком своего времени, ему не удалось получить место в Копенгагенском университете.
Ганновера также можно считать одним из первых эпидемиологов, который использовал плотность населения в различных кварталах и улицах Копенгагена для объяснения соответствующих показателей госпитализации и даже для рекомендаций по сносу зданий.